# Misgana Wakuma
Misgana Wakuma (ur. 5 lipca 2004) – etiopski lekkoatleta specjalizujący się w chodzie.
Na Igrzyskach Olimpijskich w Paryżu w 2024 roku zajął 6. miejsce w chodzie mężczyzn na dystansie 20 km, z czasem 1:19:31.